# Youssef Rzouga
Youssef Rzouga (en árabe, يوسف رزوقة) nació el 21 de marzo de 1957 en Ksour Essef /Tunicia es considerado uno de los poetas árabes más importantes hoy en día.

## Estilo
Su poesía, singular, tanto desde el punto de vista léxico como el sintáctico, es, además de comprometida, novedosa y, ¿por qué no decirlo?, provocadora. El mundo del poeta es personal, sí, mas siempre a partir de una realidad, de un aquí y un ahora. Su mediterraneidad es, como poeta de este ámbito, trascendencia; pero su trascendencia se produce, siempre, a partir de la realidad, y a ella vuelve de nuevo el poeta. Como innovador, merece la atención el haber llevado a la poesía en francés la prosodia árabe más clásica.
Poeta único, mediterráneo, cosmopolita, que gusta de experimentar todo tiempo, todo lugar y toda lengua. Así lo observamos desde sus primeras obras, como "El Programa de la Rosa"( برنامج الوردة, bernamaj al uarda',1984), hasta su reciente  "Zona  Cero"(أرض الصفر , Ardh assifr, 2005), que concibió a partir de los trágicos sucesos del 11 Septiembre.
Poeta, así, con el que hay que contar, desde luego, para escribir las páginas de la historia de la poesía árabe.

## Obra poética

### En Árabe
- 1978-Distinguido por mis tristezas, Al Akhella, Tn.
- 1982-Lengua de las ramas disemejantes, Al Akhella, Tn.
- 1984-El programa de la rosa, Al Akhella, Tn.
- 1986-La brújula de Youssef el viajero, E.Quatre Vents, Tn.
- 1998-El lobo en la palabra, Sotepa, Tn.
- 2000-El país del entre dos manos, Dar El Ithaf, Tn.
- 2001-Flores de bióxido de la Historia, L'Or du Temps, Tn.
- 2002-Declaración del estado de alerta, Sotepa, Tn.
- 2003-Obras completas,1.Poesía, Sotepa, Tn.
- 2004-Yogana/El libro de yoga poético, Sotepa, Tn.
- 2004-El mariposa y la dinamita, Sotepa, Tn.
- 2005-Zona cero, Introducción de Kamel Riahi, Sotepa, Tn.
- 2006-Lejos de la ceniza de la Andalucía, Sotepa, Tn (inédita).

### En francés
- 2005-El hijo de la araña, Introducción de Chantal Morcrette, Sotepa, Tn.
- 2005-Yotalia( en collab. con Héra Vox), Introducción de Chantal Morcrette, Sotepa, Tn.
- 2005-Mil y un poemas(en collab. con Héra Vox), Introducción de Chantal Morcrette, Sotepa, Tn.
- 2005-El jardín de la Francia, Introd. de Mondher Chafra, Sotepa, Tn.
- 2006-Temprano sobre la tierra, Introd. de Aude Diano, Sotepa, Tn.

## Novelas
- 1986-El archipiélago, Al Akhella, Tn.
- 1992-La bandada de la naranja (novela de ciencia ficción por niños), MTE,Tn.

## Poemas traducidos
- Al francés:
  - L'image a vielli /La imagen ha envejecida por Jean Fontaine y Hédi Khélil
  - Les griffes des eaux/Las garras de aguas por Gualid Soliman.

- Al inglés:
  - Tow hells in the heart/Dos infiernos en el corazón  por Khaula Krich.
  - Pacem in Terris/La paz sobre la Tierra (en collab. con Philip Hackett) por Khaula Krich.

- Al ruso
  - El programa de la rosa por Olga Vlassova.

- Al español
- Zona cero (Fragmentos) por Rosa Martínez.

## Algunos galardones recibidos
- 1981-premio nacional de la poesía.
- 1985-premio nacional de la poesía.
- 1998-premio nacional de la poesía.
- 2003-premio Chebbi.
- 2004-premio Mahdia.
- 2004-premio árabe de las letras/Jordania (por la totalidad de sus obras).
- 2005-escudo de Diván al-Arab, Egipto.